# Tania Calvo
Tania Calvo Barbero (* 26. Juni 1992 in Vitoria-Gasteiz) ist eine spanische Bahnradsportlerin, die sich auf Kurzzeitdisziplinen spezialisiert hat.

## Sportliche Laufbahn
2010 wurde Tania Calvo spanische Junioren-Meisterin im Querfeldeinrennen, nachdem sie im Jahr zuvor schon den zweiten Platz belegt hatte. Im selben Jahr wurde sie in Sankt Petersburg europäische Junioren-Meisterin im 500-Meter-Zeitfahren. 2011 wurde sie dreifache spanische Meisterin auf der Bahn, im Sprint, im Zeitfahren sowie im Teamsprint mit Ana Usabiaga, im Keirin wurde sie Vize-Meisterin, im Jahr darauf zweifache Meisterin und zweifache Vize-Meisterin.
2013 errang Calvo bei den Bahn-Europameisterschaften (U23) Silbermedaille im Sprint, im Jahr darauf die Bronzemedaille. Bei den UEC-Bahn-Europameisterschaften 2014 der Elite wurde sie Vize-Europameisterin im Sprint. 2015 holte sie alle vier nationale Titel in den Kurzzeitdisziplinen; bis einschließlich 2019 wurde sie 18-mal spanische Meisterin.
2016 wurde Tania Calvo für die Teilnahme an den Olympischen Spielen in Rio de Janeiro nominiert, wo sie im Sprint Platz 19 und im Keirin Platz 21 belegte. Gemeinsam mit Helena Casas wurde sie Siebte im Teamsprint. Im selben Jahr gewann sie gemeinsam mit Casas zwei Läufe im Teamsprint beim Bahnrad-Weltcup 2016/17. Das Duo gewann Silber im Teamsprint bei den UEC-Bahn-Europameisterschaften 2016, und Calvo gewann Bronze im Sprint.

## Erfolge
2010
- Junioren-Europameisterin – 500-Meter-Zeitfahren
- Junioren-Europameisterschaft – Keirin
- Spanische Junioren-Meisterin – Querfeldeinrennen

2011
- Spanische Meisterin – Sprint, 500-Meter-Zeitfahren, Teamsprint (mit Ana Usabiaga)

2012
- Spanische Meisterin – 500-Meter-Zeitfahren, Teamsprint (mit Ana Usabiaga)

2013
- U23-Europameisterschaft – Sprint, 500-Meter-Zeitfahren

2014
- Europameisterschaft – Sprint
- U23-Europameisterschaft – Sprint

2015
- Spanische Meisterin – Sprint, Keirin, 500-Meter-Zeitfahren, Teamsprint (mit Ana Usabiaga)

2016
- Bahnrad-Weltcup 2016/17 in Glasgow – Teamsprint (mit Helena Casas)
- Bahnrad-Weltcup 2016/17 in Apeldoorn – Teamsprint (mit Helena Casas)
- Europameisterschaft – Teamsprint (mit Helena Casas)
- Europameisterschaft – Sprint

2017
- Spanische Meisterin – Keirin, Teamsprint (mit Leire Olaberria)

2018
- Spanische Meisterin – Sprint, 500-Meter-Zeitfahren

2019
- Spanische Meisterin – Sprint, 500-Meter-Zeitfahren, Zweier-Mannschaftsfahren (mit Eukene Larrarte)

2020
- Spanische Meisterin – Zweier-Mannschaftsfahren (mit Eukene Larrarte)

2021
- Spanische Meisterin – Zweier-Mannschaftsfahren (mit Eukene Larrarte)

2022
- Spanische Meisterin – Omnium, Zweier-Mannschaftsfahren (mit Naia Amondarain)

2023
- Spanische Meisterin – Ausscheidungsfahren